# Hati, Semenivka
Hati (în ucraineană Гаті) este un sat în comuna Karpovîci din raionul Semenivka, regiunea Cernihiv, Ucraina.

## Demografie
Componența lingvistică a localității Hati
     Rusă (86,36%)
     Ucraineană (13,64%)
Conform recensământului din 2001, majoritatea populației localității Hati era vorbitoare de rusă (86,36%), existând în minoritate și vorbitori de ucraineană (13,64%).